# Toby Onwumere
Toby Onwumere (Estados Unidos, 1 de fevereiro de 1990) é um ator norte-americano, conhecido pela participação na série Sense8.